# Stazione di Yokote
La Stazione di Yokote (横手駅?, Yokote-eki) è una stazione ferroviaria della città di Yokote, nella prefettura di Akita della regione del Tōhoku, in Giappone. La stazione si trova lungo la linea principale Ōu, ed è capolinea ferroviario per la linea Kitakami.

## Linee e servizi
East Japan Railway Company
■ Linea Kitakami
■ Linea principale Ōu

## Struttura
La stazione è dotata di due marciapiedi laterali e uno a isola con quattro binari totali passanti. I marciapiedi sono collegati da sovrappassaggio, e sono presenti tornelli di accesso automatici (privi di supporto alla biglietteria elettronica Suica), oltre a biglietteria presenziata (aperta dalle 6:40 alle 18:30). 
| 2 | ■ Linea Kitakami      | per Sakata, Ugo-Honjō, Akita e Aomori |
| 3 | ■ Linea Kitakami      | per Tsuruoka, Murakami e Niigata      |
| 3 | ■ Linea principale Ōu | per Furukuchi e Shinjō                |
| 4 | ■ Linea Kitakami      | per Sakata                            |
| 5 | ■ Linea principale Ōu | per Furukuchi e Shinjō                |

## Stazioni adiacenti
| «                   | Servizio            | »                   |
| Linea principale Ōu | Linea principale Ōu | Linea principale Ōu |
| ------------------- | ------------------- | ------------------- |
| Yanagita            | Locale              | Gosannen            |
| Jūmonji             | Rapido Mogamigawa   | Ōmagari             |
| Linea Kitakami      |                     |                     |
| Ainono              | Locale              | Capolinea           |